# Raymond Aron
Raymond Claude Ferdinand Aron, född 14 mars 1905 i Paris, död där 17 oktober 1983, var en fransk filosof, journalist, sociolog och statsvetare, som blivit känd för sina skeptiska analyser av efterkrigstidens ideologiska trender i Frankrike vilka var influerade av marxism och kommunism. Han var vän till Jean-Paul Sartre, men de hade ofta avvikande uppfattningar i filosofiska frågor.

## Biografi
Aron, som var son till en judisk advokat, studerade vid École Normale Supérieure där han lärde känna Jean-Paul Sartre (som blev hans vän och i intellektuellt hänseende opponent på livstid). Han blev nummer ett i sin agrégation i filosofi 1928, samma år som Sartre misslyckades att avlägga samma examen. 1930 doktorerade han i historiefilosofi vid École Normale Supérieure, och var under denna tid i hög grad påverkad av den tyska fenomenologin. När andra världskriget utbröt 1939, undervisade han i samhällsfilosofi vid universitetet i Toulouse, men sade upp sig från sin tjänst för att ta värvning i flygvapnet. Han lämnade Frankrike när det ockuperades 1940, begav sig till London där han lärde känna Charles de Gaulle, gick med i Forces françaises libres och 1940–1944 var han chefredaktör för deras tidning France Libre.
Vid krigsslutet 1945 återvände Aron till Paris för att undervisa i sociologi vid École Nationale d'Administration och Sciences Po, och vidhöll att Vichyregimen och Philippe Pétain valt det bästa av två onda alternativ när de samarbetat med Nazityskland under andra världskriget. Han och Sartre grundade tidskriften Les Temps Modernes 1945, men Aron medverkade endast under en kort tid. Från 1955 till 1968 undervisade han vid Sorbonne och 1970 till 1978 vid Collège de France.
Aron, som under hela sitt liv var verksam som journalist, var en inflytelserik kolumnist vid Le Figaro i trettio år, innan han blev medarbetare vid L'Express där han skrev politiska kolumner till sin död. Han var berömd som en liberal motvikt mot den populäre Sartre.
Med en liberalt präglad världsåskådning, var Aron pessimistisk till multinationella medborgarskap. I en artikel från 1947 förklarade han detta för en anakronism som var fullständigt oförenligt med ett internationellt system med suveräna stater.